# 박막 트랜지스터 액정 디스플레이

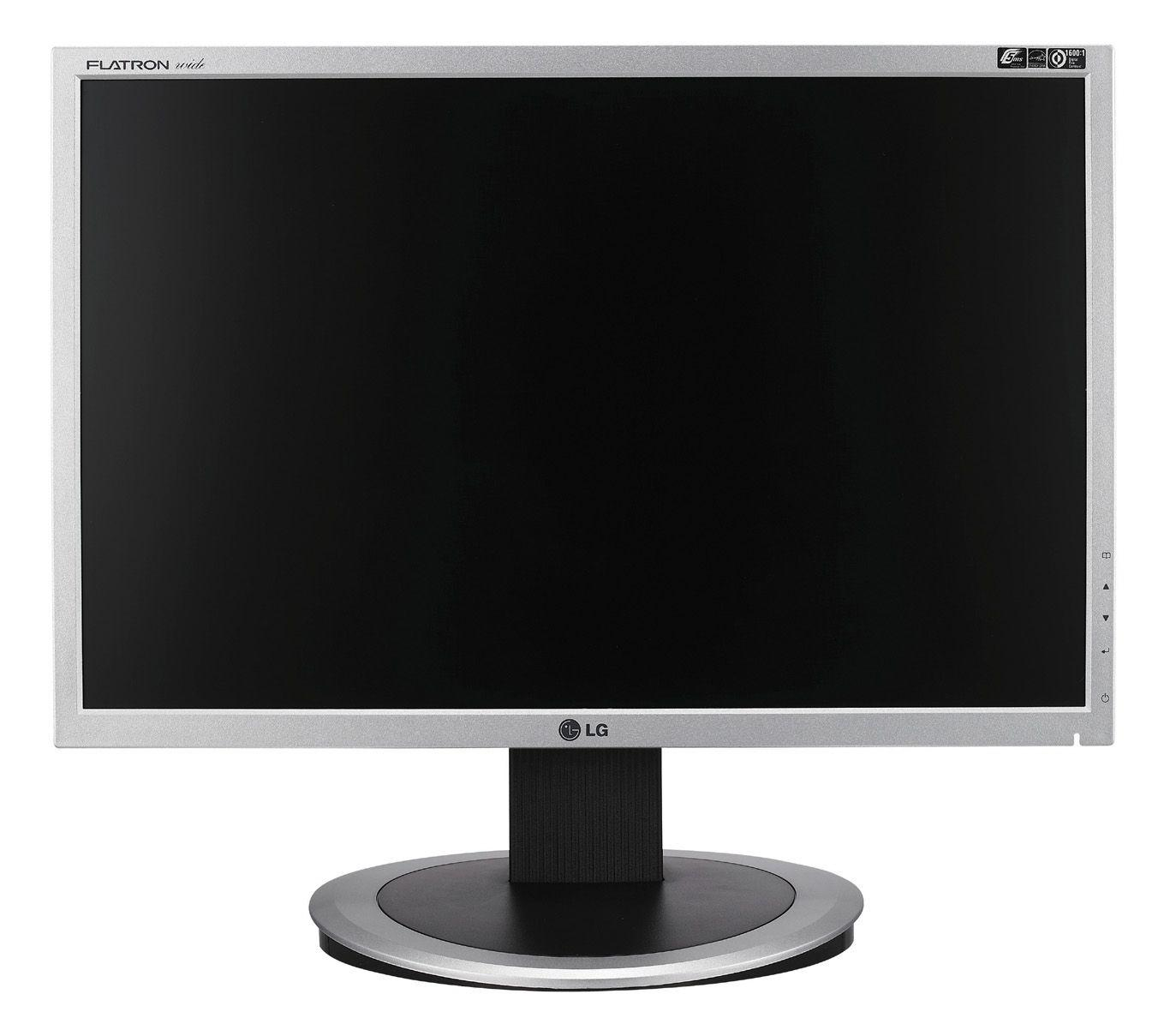
LG 19인치 와이드 TFT-LCD 디스플레이 모니터

박막 트랜지스터 액정 디스플레이(TFT-LCD; Thin Film Transistor-Liquid Crystal Display)는 박막 트랜지스터(TFT)기술을 이용하여 화질을 향상시킨 액정 디스플레이(LCD)의 변종이다. 박막 트랜지스터 액정 디스플레이가 일반적으로는 액티브 매트릭스 액정 디스플레이(AMLCD)와 동의어로 쓰이지만 액티브 매트릭스 액정 디스플레이의 한 종류이다. 박막 트랜지스터 액정 디스플레이는 평판 디스플레이와 프로젝터에 사용된다. 컴퓨터 모니터 분야에서 박막 트랜지스터 액정 디스플레이는 경쟁 음극선관 기술을 빠르게 대체하였으며 일반적으로 12 ~ 30 인치 크기가 있다. 2006년에 박막 트랜지스터 액정 디스플레이는 텔레비전 시장도 개척하였다.
휴대전화의 경우 2002년 삼성전자에서 세계 최초 TFT-LCD가 설치된 컬러 디스플레이 핸드폰을 출시했고, 2004년까지 대부분의 흑백 디스플레이를 대체하였다. 전 세계적으로는 2003년을 끝으로 더 이상 흑백 디스플레이 폰은 출시되지 않고 있으며 대한민국에서는 2004년 컬러폰이 흑백폰의 판매량을 뛰어넘으며 흑백폰은 시장에서 사라지게 된다.

## 구조

화소 레이아웃 그림

계산기같은 곳에서 발견되는 일반적인 액정 디스플레이는 영상 데이터를 직접 전송해서 전압이 다른 화소의 간섭 없이 하나의 화소에 적용할 수 있다. 이것은 높은 화소의 대형 디스플레이에서는 모든 화소의 세 가지 색(빨강, 녹색, 파랑)에 각각 위, 아래로 연결하는 많은 수의 커넥터가 필요하기 때문에 비현실적이다. 이 문제를 피하기 위해 가로와 세로로 주소화하여 커넥터 수를 수백만 개에서 수천 개로 줄였다. 만약 가로줄에 있는 모든 화소가 플러스 전압이 인가되고 세로줄에 있는 모든 화소에 마이너스 전압이 인가되면, 교차되는 화소는 높은 전압이 적용되고 활성화(Turn-on)된다. 이 기술의 문제점은 같은 세로줄에 있는 모든 화소에서 같은 세로줄에 있는 모든 화소가 전압이 인가된 것처럼 일부가 보이는 것이여서 턴온이 완벽하지 않아 어두워 보이는 경향이 있다. 이 문제 해결은 각 화소를 독립적으로 제어하기 위해서 각 화소마다 트랜지스터 스위치를 배치하는 것이다. 또한 트랜지스터의 적게 새는 전류는 화소에 인가된 전압이 디스플레이 영상을 새롭게 갱신할 때까지 유지하는 것을 뜻한다. 각 화소는 위, 아래로 투명한 ITO 레이어와 그 사이에 인슐레이터 액정이 있어서 하나의 작은 축전기를 가지고 있다.
회로의 설계 전체는 DRAM 컴퓨터 메모리에 쓰인 레이아웃과  매우 비슷하지만 실리콘 웨이퍼를 기판으로 사용한 것이 아니라, 유리 기판 위에 모든 구조가 제조되어야 한다. 실리콘 기판에서 회로 생산에서 사용된 대부분의 제조 기술은 유리의 녹는점 이상의 온도가 필요하다. 일반적인 반도체의 실리콘 기판은 액체 실리콘에서 트랜지스터에 좋은 특성을 가지는 커다란 단결정로 결정화된다. TFT-LCD에서 실리콘 계층은 실란 가스로부터 높은 성능의 트랜지스터에 덜 적당한 아모퍼스나 폴리 실리콘 계층 생성으로 증착한다.

## 핵심부품
박막트랜지스터 액정 디스플레이의 제조에 사용되는 핵심 부품으로는 유리기판, 컬러필터,드라이버 IC, BLU, 액정, 편광판 등이 있다. 유리기판은 안으로는 TFT를 깔아주고, 바깥쪽으로는 편광판을 깔아주는 용도로 사용된다. 컬러필터는 컬러를 구현하기 위한 것으로 흑백 표현하는 디스플레이 위에 Red,Green,Blue의 세가지 색을 나타내는 역할을 한다. 드라이버 IC는 LCD구동 위한 고내압 아날로그 IC이다. BLU는 Back Light Unit의 약자로 액정은 자체에서 빛을 발생시키지 않으므로 발광하는 역할을 맡는다. 액정은 결정성질을 가지면서 액체상태로 있는 물질을 가리킨다. 편광판은 선편광된 빛을 선택적으로 투과시키는 광학기구이다.

## 종류

### TN
TN(Twisted Nematic)은 2장의 유리 기판 사이에 네마틱 액정을 90도 틀어서 배열한 액정 셀이다. 구동 전압이 낮고 소비 전력이 적은 것이 특징이고 콘트라스트비가 100 이상으로 높으며 고화질을 실현할 수 있어 능동 매트릭스형 액정 표시에 사용된다. 낮은 생산비와 광범위한 개발 때문에 가장 일반적인 소비자 디스플레이 형태이다. 현대의 TN패널에서 화소 반응 속도는 이전 영상으로 인한 그림자 흔적이나 인공 흔적을 피하기에 충분히 빠르다. 이 빠른 응답 속도는 가능한 색 변화의 완전한 범위를 지나는 성능을 반영한 것은 아니지만 TN 디스플레이의 충분한 시장성을 갖도록 했었다. 전통적으로 ISO 표준에서의 반응 속도는 검정에서 흰색으로 바뀌는 시간으로 측정하고 회색 명암(실제 사용된 액정에서 일반적인 변화보다 빠름)을 지나는 변화의 속도는 반영하지 않는다. 현대의 응답 속도 보상 - 오버드라이브(Response Time Compensation - Overdrive) 기술은 ISO 표준에서의 반응 속도는 거의 비슷하지만, 회색-회색 (G2G) 변화는 충분히 빠른 제품이 나올 수 있도록 하였다. 반응 속도는 이제 G2G로 측정하는 추세이며, TN 필름 기반 모델에서는 최고 2 ms 정도의 제품이 출시되고 있다. 반응 속도를 부각시킨 디스플레이 제조사들의 판매 전략은 TN 패널 제품의 높은 생산성과 맞물려서, 소비자 시장에서 TN의 우세를 가져다 주었다.
TN 디스플레이는 제한된 시야각(특히 수직 방향)으로 인한 단점이 있고, 대부분은 현대의 그래픽 카드로부터 가능한 완전한 16백 7십만 색(24 비트 트루 컬러)으로 재생하지 못한다. 이런 일부 패널은 컬러 채널마다 8 비트 대신에 6 비트를 사용하며 표현할 수 없는 색상을 모자이크와 같이 시뮬레이션하여 화소를 조합하는 디더링 방법을 사용하여 24 비트 색에 가까운 색을 표현할 수 있다. 또한 색상 표현 비율 조작법을 사용하는 경우도 있다. 프레임율 제어는 한 화소에서 빠르게 서로 다른 색상을 바꾸어가며 표현하면 우리 눈에는 중간색으로 보이는 것을 이용한 방법이다. 이 색 시뮬레이션 방법은 대부분의 사람과 몇 가지 단점에 효과적이다. 프레임율 제어는 어두운 색조에 가장 효과적인 경향이 있다. 디더링은 LCD의 각 화소가 실제처럼 보여 주는 경향이 있다. 디스플레이 색 범위(종종 NTSC 1953 색상 범위의 비율처럼 적용됨)에서 단점은 백라이트 기술로 극복될 수 있다.  40 ~ 76 % 범위의 NTSC 색 범위를 갖는 냉음극 형광 램프(Cold Cathode Fluorescent Lamps, CCFL) 기반의 빛을 사용한 디스플레이가 일반적이지만, 디스플레이에 사용되는 흰색 발광 다이오드(LED) 백라이트는 사람 눈으로 차이를 식별할 수 있는 100%에 가까운 NTSC 색상 범위로 확장될 수 있다.

### IPS
IPS (In-Plane Switching)는 1996년에 히타치 제작소가 TN 패널의 좁은 시야각과 낮은 색 표현력을 향상시키면서 개발되었다. 대부분 실제 채널마다 8 비트 색을 지원한다. 이 향상으로 인하여 반응속도의 손실이 일어나서 초기에는 대략 50 ms 정도였으며 낮은 생산성으로 인해 IPS 패널은 매우 값이 비쌌다.
그 뒤에 1998년 히타치 제작소는 IPS를 S-IPS(Super-IPS)로 대체하였으며, 이 기술은 IPS의 모든 장점을 갖추고 있고 화소 반응 속도가 향상되었다. 비록 색 표현력이 CRT에 가까워졌지만, 명암비는 상대적으로 낮은 편이다. S-IPS 기술은 20 인치보다 큰 크기의 패널에서 널리 쓰이고 있으며 LG Display가 S-IPS 기반 패널의 제조사 가운데 하나이다. (S-IPS 기술이 20인치 이하에서도 쓰인 적이 없다는 말은 아니다.)
AS-IPS(Advanced Super IPS)는 2002년에 히타치 제작소가 S-IPS와 다른 점을 갖도록 기존의 S-IPS 패널의 명암비를 충분히 향상시키면서 개발되었다. 또한 AS-IPS는 NEC 디스플레이(예 NEC LCD20WGX2)에서는 LG Display가 개발한 S-IPS 기술 기반으로 만들어졌다.
A-TW-IPS(Advanced True White IPS)는 NEC에서 하얀색을 좀 더 자연스럽게 만들고 색 범위를 늘리기 위하여 만든 TW(True White) 색 필터를 가지는 특정 S-IPS 패널에 적용하기 위해서 LG Display에 의하여 개발되었다. 전문가나 사진사를 위한 LCD로 사용된다.

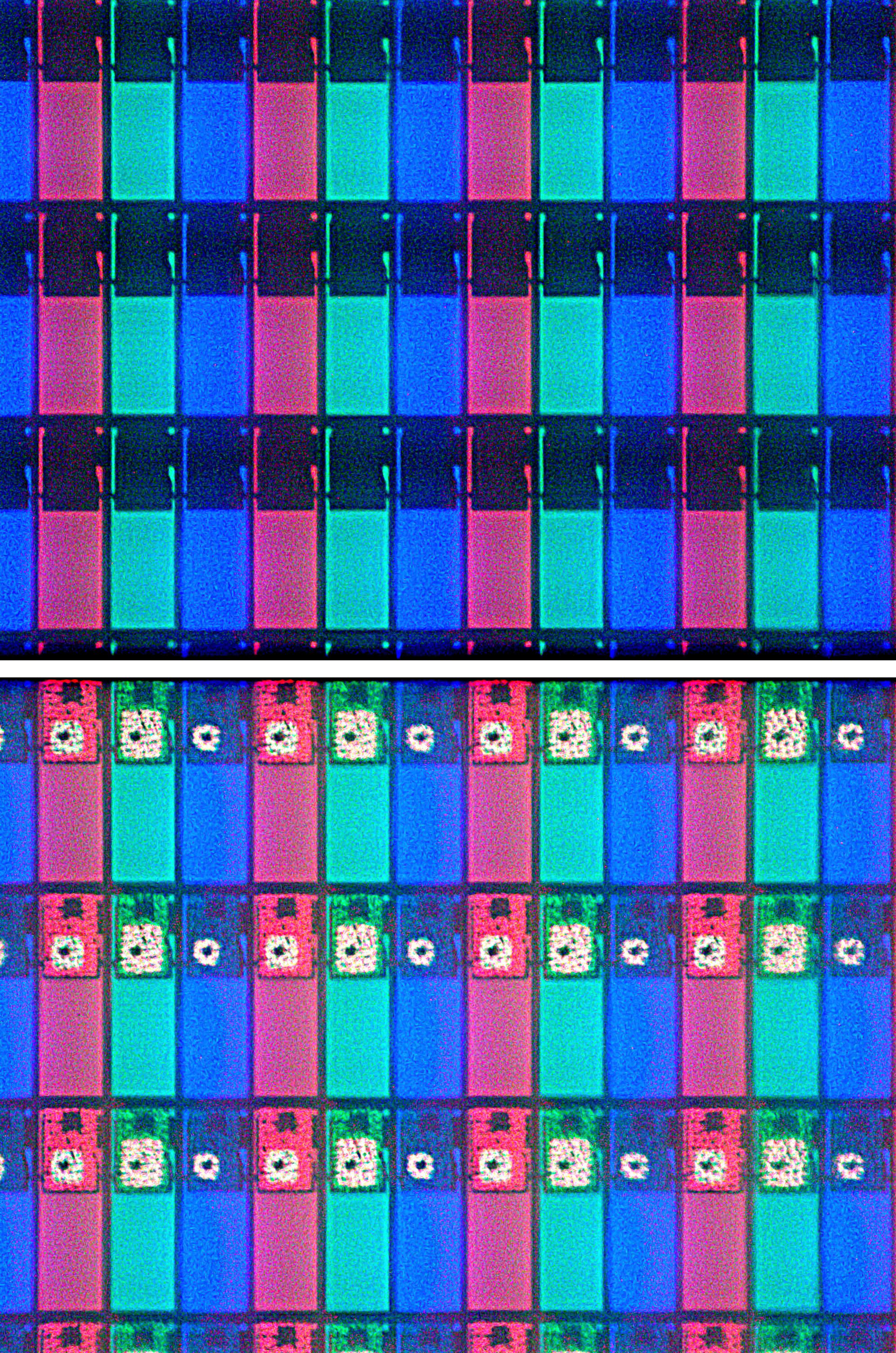
반사빛이 있는 상태(위, 자체 조명만 있음)와 없는 상태(아래)에서 현미경으로 찍은 켜진 델 Axim 컬러 TFT LCD 사진

H-IPS는 2006년 말에 출시되었으며 기존 S-IPS 패널을 개선한 IPS 패널이다. NEC LCD2490WUXI, LCD2690WUXi, 미츠비시 RDT261W 26″ LCD, Planar PX2611W, 애플의 구형 알루미늄 24" 아이맥에 쓰였다.
AH-IPS는 LCD 액정 분자의 수평 전계와 수직 전계를 동시에 이용하여 액정을 구동하는 모드이다. 기존의 IPS와 마찬가지로 시야각이 우수하고 터치 패널에도 안정적인 영상을 제공하며, 측면 시인성이 우수하고 빠른 응답속도를 자랑하는 것은 물론이고, 액정을 통과하는 빛의 양, 즉 투과율이 기존의 IPS 패널보다 높기 때문에 밝기(Brightness)와 소비전력 측면에서는 더욱 우수한 성능을 가진다는 것이 장점이다. 기존의 IPS가 시야각 개선에 중점을 두었더라면 AH-IPS는 시야각은 물론이고 모바일기기, 특히 스마트폰 디스플레이가 요구하는 소비전력, 정세도(ppi), 색정확도, 안정적인 터치 구동에 장점이 있는 진화된 기술이며 애플의 아이폰4에 최초로 탑재되면서 레티나 디스플레이로 유명한 패널이다.
S-IPS와 비교한 H-IPS의 장단점은 다음과 같다:
장점
- 백라이트 빛샘 현상이 훨씬 적다.
- 특정한 각도에서 파랗게 뜨는 색조 현상이 없다.
- 특정한 각도에서 바라볼 때의 빛샘 현상이 개선되었다.
- 소음뿐 아니라 패널 표면에 보이는 반짝임도 적다. (더 부드러운 표현)

단점
- 여전히 초록색 영역에서 빛샘 현상이 있다.
- 시야각이 더 좁다.

Fringe Field Switching은 IPS 디스플레이에서 시야각과 투과율을 개선하는 데 이용하는 기술이다.
UH-IPS는 H-IPS비해 18% 개구율이 향상된 패널을 말한다.
S-IPS II는 UH-IPS에 비하여 11.6% 개구율이 향상된 패널을 말한다.

### MVA
MVA (Multi-domain Vertical Alignment)는 1998년 후지쯔가 TN과 IPS의 절충물질로 개발했다. (시간에 대한) 빠른 화소 응답 속도, 넓은 시야각, 휘도와 색 표현력의 효율에 대한 높은 명암비를 가지고 있다. 현재의 MVA 패널은 (S-IPS 기술 다음으로) 넓은 시야각, 좋은 검은색 깊이, 좋은 색 표현력과 깊이, 반응 속도 오버드라이브 기술이 사용된 덕분에 빠른 응답 속도를 제공할 수 있다. 여기에 치메이 옵트로닉스의 S-MVA처럼 알려진 AU 옵트로닉스의 P-MVA나 A-MVA을 포함하여 MVA기반의 "다음 세대" 기술이 있다.
분석가들은 MVA가 주 시장에서 큰 힘을 쓰지 못하고 대신 TN이 우세할 것이라고 예상했다. 주된 원인은 MVA의 높은 생산 비용과 (휘도의 작은 변화에 급격히 상승하는) 더 느린 반응속도였다. 저렴한 MVA 패널은 디더링과 프레임율 제어도 사용하였다.

### PVA
PVA(Patterned Vertical Alignment)와 S-PVA(Super Patterned Vertical Alignment)는 MVA 기술의 대안으로 삼성이 제공했다. 독립적으로 개발된 PVA도 MVA와 동일한 문제가 있었지만 3000:1 같은 매우 높은 명암비를 자랑했다. 저렴한 PVA 패널 역시 디더링과 프레임율 제어를 사용했다. 모든 S-PVA 패널은 진정한 채널 당 8 비트 색을 사용했고 어떤 색 시뮬레이션 방법을 사용하지 않았다. PVA와 S-PVA는 좋은 검은색 깊이, 넓은 시야각, 현대의 응답 속도 오버드라이버 기술 덕에 빠른 응답 속도를 제공한다.

### CPA
CPA(Continuous Pinwheel Alignment)는 샤프사가 개발하였다.

## 디스플레이 산업
TFT 공장을 짓는 비용이 너무 많이 들어 대형 디스플레이 패널을 제조하는 주된 OEM 생산 패널 제조업체는 많지 않다. 7대 글래스 패널 제공업체는 아래와 같다:
1. 삼성
2. LG 디스플레이
3. AU 옵트로닉스
4. 치메이 광전
5. 샤프
6. CPT
7. 한스타 디스플레이

2006년 4월에 가장 큰 3개의 제조사는 LG필립스와 삼성이 각각 22% 시장을 점유했고, AU 옵트로닉스가 19% 시장을 점유했다.
순수 박막 트랜지스터 액정 디스플레이 패널은 일반적으로 죽은 화소수, 백라이트의 백색 균일성, 일반적인 제품의 질에 따라 3가지 종류로 제조-분류된다. 덧붙여 같은 날 같은 제조 라인의 각 패널에서도 +/- 2 ms 최대 응답속도가 다를 수도 있다. 가장 질이 떨어지는 패널은 이름 없는 제조사에 팔리거나 보급형 박막 트랜지스터 모니터(가끔 모델 번호 뒤에 V라는 글자가 적혀 있음)로 사용되며, 중간급 성능은 게임기 전용이나 가정 사무용 박막 트랜지스터 디스플레이(S라는 대문자 표시가 보이기도 함)에 공급되며, 가장 좋은 화면은 일반적으로 전문적인 등급 박막 트랜지스터 모니터(일반적으로 모델 번호 뒤에 P나 S의 표시가 있음)로 쓰인다.
보급형 박막 트랜지스터 화면과 대부분의 15 인치 크기의 액정 디스플레이는 통상적으로 디지털 신호와 호환되는 디지털 비주얼 인터페이스를 포함시키는 데에 실패하여 미래 경쟁력에 제한적일 것이다. 17 인치나 19 인치의 상위 제품인 게임기나 사무용 화면은 아날로그 VGA와 DVI 두개의 소켓을 가지고 있을 것이다; 대부분의 전문가용 화면은 DVI와 문서 작업을 위한 피벗 모드를 가지고 있다.

## 같이 보기
- 액정 디스플레이 텔레비전
- 색상 표현 비율 조작법
- 액정 디스플레이의 잔상효과